# Lobo (músico)
Lobo (Roland Kent LaVoie, 31 de julho de 1943) é um cantor e compositor estadunidense que alcançou enorme sucesso no início dos anos 70. Atingindo o topo das paradas com "Me and You and a Dog Named Boo", "I'd Love You to Want Me" e "Don't Expect Me To Be Your Friend".

## Biografia
Roland Kent LaVoie, também conhecido como Lobo, nasceu no dia 31 de julho de 1943, em Tallahassee, no estado da Florida, nos Estados Unidos, e foi criado em Winter Haven, no mesmo estado. O ponto de partida da carreira do artista foi em 1961, quando Roland se tornou membro fundador de uma banda local, The Rumours.

## Discografia

### Álbuns
- 1971: Introducing Lobo (Big Tree)
- 1972: Of a Simple Man (Big Tree)
- 1973: Calumet (Big Tree)
- 1974: Just a Singer (Philips Records)
- 1975: A Cowboy Afraid of Horses (Big Tree)
- 1976: Come With Me (Philips)
- 1979: Lobo (MCA)
- 1989: Am I Going Crazy? (WEA/UFO)
- 1994: Asian Moon (Ponycanyon)
- 1995: Classic Hits (Ponycanyon)
- 1996: Sometimes (Ponycanyon)
- 1997: You Must Remember This (Springroll)
- 2006: Am I Going Crazy (CD relançamento - Lobo Records)
- 2006: Come With Me (CD relançamento - Lobo Records)
- 2008: Out Of Time (Lobo Records)

### Compactos
- 1990: Greatest Hits (Curb)
- 1993: The Best of Lobo (Rhino)
- 1996: The Best of Lobo (Curb)
- 1996: I'd Love You to Want Me (Rhino)
- 1997: Me & You & A Dog Named Boo & Other Hits (Rhino)
- 2004: The Very Best of Lobo  (WEA International)
- 2005: Introducing Lobo/Of a Simple Man (Wounded Bird)
- 2005: Platinum Collection
- 2006: Ultimate Collection (EMI) Malaysia
- 2006: Me & You & A Dog Named Boo & Other Hits (Coleção)
- 2007: Greatest Hits (Lobo Records)

### Singles em listas de tops
- 1971: "Me and You and a Dog Named Boo" — US #5 / UK #4
- 1971: "She Didn't Do Magic"/"I'm the Only One" — US #46
- 1971: "California Kid and Reemo" — US #72
- 1972: "A Simple Man" — US #56
- 1972: "I'd Love You to Want Me" — US #2 (Gold) / Germany #1 / UK #5 (Lançamento: 1974)
- 1973: "Don't Expect Me to Be Your Friend" — US #8
- 1973: "It Sure Took a Long, Long Time" — US #27
- 1973: "How Can I Tell Her" — US #22
- 1973: "There Ain't No Way"/"Love Me for What I Am" — US #68/#86
- 1974: "Standing At the End of the Line" — US #37
- 1974: "Rings" — US #43
- 1975: "Don't Tell Me Goodnight" — US #27
- 1979: "Where Were You When I Was Falling In Love" — US #23
- 1979: "Holdin' On for Dear Love" — US #75